# All England-vindere (herresingle)
Nedenfor er der en liste over vindere af herresingle-rækken i badmintonturneringen All England. Turneringen blev aflyst mellem 1915–1919 på grund af 1. verdenskrig og mellem 1940–1946 på grund af 2. verdenskrig.

## Vindere af herresinglen
- 2022 - Viktor Axelsen (Danmark)
- 2021 - Lee Zii Jia (Malaysia)
- 2020 - Viktor Axelsen (Danmark)
- 2019 - Kento Momota (Japan)
- 2018 - Shi Yuqi (Folkerepublikken Kina)
- 2017 - Lee Chong Wei (Malaysia)
- 2016 - Lin Dan (Folkerepublikken Kina)
- 2015 - Chen Long (Folkerepublikken Kina)
- 2014 - Lee Chong Wei (Malaysia)
- 2013 - Chen Long (Folkerepublikken Kina)
- 2012 - Lin Dan (Folkerepublikken Kina)
- 2011 - Lee Chong Wei (Malaysia)
- 2010 – Lee Chong Wei (Malaysia)
- 2009 – Lin Dan (Folkerepublikken Kina)
- 2008 – Chen Jin (Folkerepublikken Kina)
- 2007 – Lin Dan (Folkerepublikken Kina)
- 2006 – Lin Dan (Folkerepublikken Kina)
- 2005 – Chen Hong (Folkerepublikken Kina)
- 2004 – Lin Dan (Folkerepublikken Kina)
- 2003 – Muhammad Hafiz Hashim (Malaysia)
- 2002 – Chen Hong (Folkerepublikken Kina)
- 2001 – Pulella Gopichand (Indien)
- 2000 – Xia Xuanze (Kina)
- 1999 – Peter Gade (Danmark)
- 1998 – Sun Jun (Kina)
- 1997 – Dong Jiong (Kina)
- 1996 – Poul Erik Høyer (Danmark)
- 1995 – Poul Erik Høyer (Danmark)
- 1994 – Heryanto Arbi (Indonesien)
- 1993 – Heryanto Arbi (Indonesien)
- 1992 – Liu Jun (Kina)
- 1991 – Ardy Wiranata (Indonesien)
- 1990 – Zhao Jianhua (Kina)
- 1989 – Yang Yang (Kina)
- 1988 – Ib Frederiksen (Danmark)
- 1987 – Morten Frost (Danmark)
- 1986 – Morten Frost (Danmark)
- 1985 – Zhao Jianhua (Kina)
- 1984 – Morten Frost (Danmark)
- 1983 – Luan Jin (Kina)
- 1982 – Morten Frost (Danmark)
- 1981 – Liem Swie King (Indonesien)
- 1980 – Prakash Padukone (Indien)
- 1979 – Liem Swie King (Indonesien)
- 1978 – Liem Swie King (Indonesien)
- 1977 – Flemming Delfs (Danmark)
- 1976 – Rudy Hartono (Indonesien)
- 1975 – Svend Pri (Danmark)
- 1974 – Rudy Hartono (Indonesien)
- 1973 – Rudy Hartono (Indonesien)
- 1972 – Rudy Hartono (Indonesien)
- 1971 – Rudy Hartono (Indonesien)
- 1970 – Rudy Hartono (Indonesien)
- 1969 – Rudy Hartono (Indonesien)
- 1968 – Rudy Hartono (Indonesien)
- 1967 – Erland Kops (Danmark)
- 1966 – Tan Aik Huang (Malaysia)
- 1965 – Erland Kops (Danmark)
- 1964 – Knud Aage Nielsen (Danmark)
- 1963 – Erland Kops (Danmark)
- 1962 – Erland Kops (Danmark)
- 1961 – Erland Kops (Danmark)
- 1960 – Erland Kops (Danmark)
- 1959 – Tan Joe Hok (Indonesien)
- 1958 – Erland Kops (Danmark)
- 1957 – Eddy B. Choong (Malaysia)
- 1956 – Eddy B. Choong (Malaysia)
- 1955 – Wong Peng Soon (Malaysia)
- 1954 – Eddy B. Choong (Malaysia)
- 1953 – Eddy B. Choong (Malaysia)
- 1952 – Wong Peng Soon (Malaysia)
- 1951 – Wong Peng Soon (Malaysia)
- 1950 – Wong Peng Soon (Malaysia)
- 1949 – Dave G. Freemann (USA)
- 1948 – Jørn Skaarup (Danmark)
- 1947 – Conny Jepsen (Sverige)
- 1940-1946 – aflyst pga anden verdenskrig
- 1939 – Tage Madsen (Danmark)
- 1938 – Ralph C.F. Nichols (England)
- 1937 – Ralph C.F. Nichols (England)
- 1936 – Ralph C.F. Nichols (England)
- 1935 – R.M. White (England)
- 1934 – Ralph C.F. Nichols (England)
- 1933 – R.M. White (England)
- 1932 – Ralph C.F. Nichols (England)
- 1931 – Frank Devlin (Irland)
- 1930 – Donald C. Hume (England)
- 1929 – Frank Devlin (Irland)
- 1928 – Frank Devlin (Irland)
- 1927 – Frank Devlin (Irland)
- 1926 – Frank Devlin (Irland)
- 1925 – Frank Devlin (Irland)
- 1924 – Gordon "Curly" Mack (Irland)
- 1923 – Sir George Alan Thomas, baronet (England)
- 1922 – Sir George Alan Thomas, baronet (England)
- 1921 – Sir George Alan Thomas, baronet (England)
- 1920 – Sir George Alan Thomas, baronet (England)
- 1915-1919 – Aflyst pga første verdenskrig
- 1914 – Guy A. Sautter (England)
- 1913 – Guy A. Sautter (England)
- 1912 – Frank Chesterton (England)
- 1911 – Guy A. Sautter (England)
- 1910 – Frank Chesterton (England)
- 1909 – Frank Chesterton (England)
- 1908 – Henry Norman Marrett (England)
- 1907 – Norman Wood (England)
- 1906 – Norman Wood (England)
- 1905 – Henry Norman Marrett (England)
- 1904 – Henry Norman Marrett (England)
- 1903 – Ralph Watling (England)
- 1902 – Ralph Watling (England)
- 1901 – Kaptajn H.W. Davies (England)
- 1900 – Sidney H. Smith (England)
- 1899 – Ingen vinder